# Euphorbia yanjinensis
Euphorbia yanjinensis — вид рослин із родини молочайних (Euphorbiaceae), ендемік південно-центрального Китаю.

## Опис
Це трав'яниста рослина 20–30 см заввишки. Стебло товщиною 3–5 мм, верхні частини сильно розгалужені. Листки чергуються, сидячі й довгасто-яйцеподібні, 6–8 см, основа послаблена, край цілий, вершина заокруглена, злегка виїмчаста; прилистки відсутні. Циатій поодинокий, сидячий. Квітки жовті. Період цвітіння: весна. Коробочка майже куляста, ≈ 6 мм, гола. Насіння еліпсоїдне, 3–4 × ≈ 2.5 мм, жовте.

## Поширення
Ендемік південно-центрального Китаю (Юньнань). Населяє трав'янисті місцевості.